# Simeon Wester

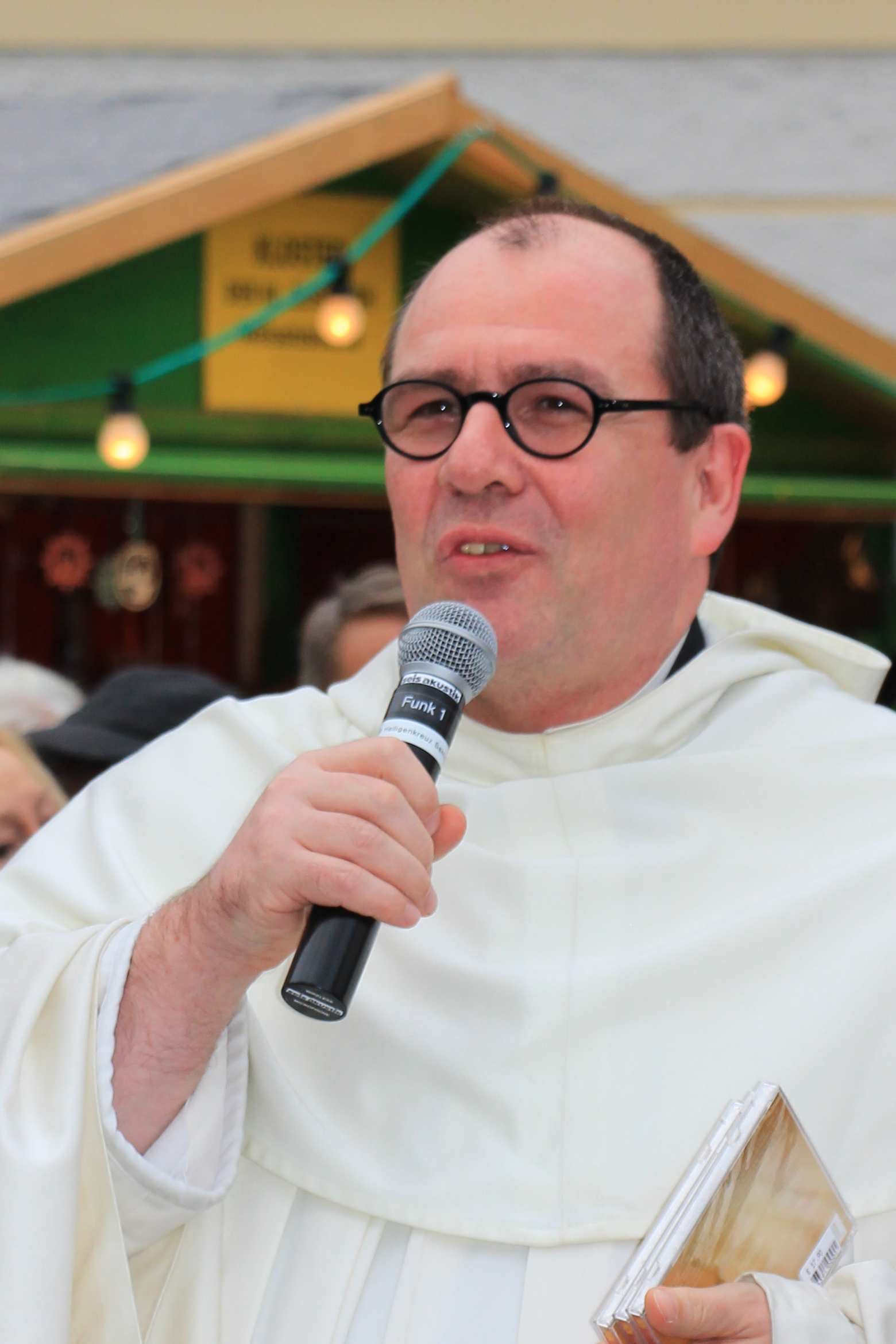
Simeon Wester (2015)

Simeon Wester OCist (* 7. April 1967 in Unkel als Karl Wester) ist ein deutscher römisch-katholischer Ordenspriester, akademischer Kirchenmusiker und seit 2018 Prior des Klosters Maria Friedenshort in Brandenburg. Zuvor war er Prior und Novizenmeister des Stiftes Heiligenkreuz in Niederösterreich.

## Werdegang
Karl Wester wurde am 7. April 1967 in Unkel im Landkreis Neuwied in eine praktizierende römisch-katholische Familie geboren, wo er mit seinen fünf Geschwistern aufwuchs. Sein Vater war Buchhalter und seine Mutter führte ein Lebensmittelgeschäft. Wester nahm bereits mit 6 Jahren Klavierunterricht, nachdem seine Begabung für die Musik entdeckt worden war. Ab seinem 15. Lebensjahr war er Organist in seiner Kirchengemeinde. Nach dem Abitur am Kardinal-Frings-Gymnasium in Bonn-Beuel leistete er seinen Wehrdienst als Posaunist im Heeresmusikkorps. Im Anschluss daran wirkte er zwanzig Jahre als hauptberuflicher Kirchenmusiker für das Erzbistum Köln. 1999 vollendete er seine Ausbildung zum Diplom-Chorleiter als Kirchenmusiker (B-Examen) an der Johannes Gutenberg-Universität Mainz mit einer Arbeit zum Chorwerk Krzysztof Pendereckis.
2001 trat Wester in die Zisterzienserabtei Stift Heiligenkreuz ein und erhielt den Ordensnamen Simeon. Er wurde Kantor, Dozent für Kirchenmusik und Gregorianik an der ordenseigenen Hochschule Heiligenkreuz. 2008 empfing er die Priesterweihe. Darauffolgend, im Jahr 2009, bestimmte ihn Abt Gregor Henckel-Donnersmarck zum Novizenmeister, später wurde er zusätzlich Subprior und Chormeister. In dieser Funktion erwarb er sich wesentliche Verdienste am weltweiten musikalischen Erfolg der Chant-CDs, dessen Erstausgabe von Universal Music produziert und verlegt wurden. Insgesamt verkaufte Universal Music mehr als 1,1 Millionen CDs. Am 12. Juli 2010 wurde er als Nachfolger von Christian Feurstein zum Prior des Stifts Heiligenkreuz ernannt und blieb in dieser Funktion für acht Jahre. Wester gilt als ausgewiesener Experte für den Gregorianischen Choral.

## Wirken als Prior in Neuzelle
Auf Einladung von Wolfgang Ipolt, dem Bischof des Bistums Görlitz, beschloss der Konvent des Stifts Heiligenkreuz im November 2016, das Kloster Neuzelle wiederzubesiedeln. Wester und fünf Brüder wurden im August 2017 als Gründermönche des neuen Klosters nach Brandenburg entsendet. Seit der kanonischen Wiedererrichtung des Klosters am 2. September 2018 ist er Prior des Klosters Maria Friedenshort. Von 2019 bis zum 1. April 2023 war er auch als Pfarrer für die Pfarrei Beata Maria Virgo Neuzelle verantwortlich. Wester ist Leiter der Josefsfreunde, einer dem Priorat Neuzelle unterstellen Gebetsgemeinschaft. Weiterhin ist er stellvertretender Vorsitzender des „Vereins der Freunde und Förderer des Zisterzienserklosters Neuzelle“.

## Positionen
In einem Interview mit der Zeitschrift Die Tagespost sagte Pater Simeon, der Gregorianische Choral als „Gesang des Wortes Gottes in heiliger Nüchternheit und Einstimmigkeit“ könne zur Neuevangelisierung beitragen.

## Herausgeberschaften
- Als Herausgeber: Die Mystik des Gregorianischen Chorals. Beiträge des Studientages 2005 an der Phil.-Theol. Hochschule Heiligenkreuz. Bernardus-Verlag, Heimbach (Eifel) 2007, ISBN 978-3-8107-9273-0
- Als Herausgeber mit der Zisterzienserabtei Stift Heiligenkreuz, Gregor U. Henckel Donnersmarck, Karl Wallner: Kyriale Cisterciense Editio Sancrucensis et Ordo Missae. Be&Be-Verlag, Heiligenkreuz im Wienerwald 2010, ISBN 978-3-902694-08-9 (Simeon Wester besorgte die Zusammenstellung der Ordinarien, musikwissenschaftliche Begleitung und Korrekturen.)
- Unter der Aufnahmeleitung von Pater Simeon Wester, damals Kantor von Heiligenkreuz, wurde „Chant – Music for Paradise“ herausgegeben. Dabei handelt es sich um mehrere Musik-CDs mit Gregorianischem Gesang. In Österreich erreichte die CD-Veröffentlichung 6-fach Platin (120.000 verkaufte Auflagen), in Deutschland mit Platin und die CD gewann mehrere Auszeichnungen oder wurde für welche vorgeschlagen.[11]

Er leistete auch einen Beitrag zu: Karl Josef Wallner: Im Zeichen des Kreuzes. Die Zisterzienser von Heiligenkreuz auf dem Weg in das 21. Jahrhundert. Heiligenkreuz 2008.